# Propozycja wartości
Propozycja wartości (ang. value proposition) – zestaw korzyści zaspokajający potrzeby klientów za sprawą oferty, którą stanowić może kombinacja towarów, usług, informacji i doznań. Nabywca wybiera ofertę o największej dla siebie postrzeganej wartości, będącej sumą namacalnych i nienamacalnych korzyści i kosztów. Wartość, pojęcie o podstawowym znaczeniu dla marketingu stanowi kombinacja jakości, obsługi i ceny, zwaną również konsumencką triadą wartości. Z punktu widzenia klienta wartość oferty rośnie wraz z jakością i poziomem obsługi, spada zaś przy wzroście ceny.